# Neothyris dawsoni
Neothyris dawsoni är en armfotingsart som beskrevs av Neall 1972. Neothyris dawsoni ingår i släktet Neothyris och familjen Terebratellidae. Inga underarter finns listade i Catalogue of Life.